# Molitor (Stradivarius)
Pour les articles homonymes, voir Molitor.

Le Stradivarius Molitor est un violon ancien construit en 1697 par le luthier italien Stradivarius à Crémone. Il porte l'étiquette, « Antonius Stradivarius Cremonensis / Faciebat Anno 1697 » et est marqué au fer « Curtis Phila ».
Malgré l'opinion selon laquelle son propriétaire était Napoléon Bonaparte, le violon a appartenu jusqu'en 1804 à Juliette Récamier qui tenait un salon parisien, quand il est entré en possession d'un général de l'armée de Napoléon, le comte Gabriel Jean Joseph Molitor. Le violon est resté dans la famille de son homonyme jusqu'à la Première Guerre mondiale, quand il a été vendu à plusieurs reprises par plusieurs entreprises parisiennes. Le violon a ensuite rejoint les rangs des très grands instruments de la collection de l'Institut Curtis de Musique, où il est resté avant d'être vendu par la firme londonienne W.E. Hill & Sons (en) en 1936.
En 1957, le violon a été acheté par William Anderson de Derry, Irlande du Nord, où il est resté sous son lit à Aberfoyle Terrasse jusqu'en 1988. Lorsque William est mort en 1988, sa sœur Muriel offert le violon à la Croix-Rouge. Le violon a été vendu à Londres pour 209 000 £, dont 195 000 £ sont allées directement à la Croix-Rouge.
Le violon a été acheté par le violoniste américain Elmar Oliveira (en) chez Christie en 1989.
Albert Stern (en) a été propriétaire du Stradivarius Molitor pendant 16 ans, jusqu'en 2010. Le Molitor a été vendu aux enchères chez Tarisio le 14 octobre 2010 à la violoniste américaine Anne Akiko Meyers pour un record de 3,6 millions de dollars, le prix de l'enchère la plus élevée jamais payé pour un instrument de musique jusqu'à ce que le Lady Blunt ait été vendu aux enchères le 20 juin 2011.
Anne Akiko Meyers a enregistré le Concerto pour deux violons en ré mineur, BWV 1043 de Bach. Dans cet enregistrement, elle joue les deux parties, une sur le Stradivarius Royal Spanish et l'autre sur le Molitor.